# Glenea sobrinoides
Glenea sobrinoides là một loài bọ cánh cứng trong họ Cerambycidae.